# كوركدون (فورغ)
كوركدون (بالفارسية: کورکدون) هي قرية تقع في إيران في ناحية فورغ.